# Hang Altamira
Hang Altamira là một hang động ở Tây Ban Nha nổi tiếng với các bức tranh hang động vẽ các động vật bởi con người thời tiền sử. Nó là hang động tiền sử đầu tiên được khám phá với sự công bố năm 1880.
Địa điểm hang gần thị trấn Santillana del Mar ở Cantabria, Tây Ban Nha, 30 km phía tây thành phố Santander, Cantabria. Các bức tranh của hang này được công nhận là di sản thế giới bởi UNESCO.

## Mô tả
Hang dài xấp xỉ khoáng 300 mét và bao gồm một loạt các đoạn xoắn và buồng. Đoạn đường chính có trần cao từ 2 đến 6 mét.

## Sách chuyên khảo
- Curtis, Gregory. The Cave Painters: Probing the Mysteries of the World's First Artists. New York: Alfred A. Knopf, 2006 (hardcover, ISBN 1-4000-4348-4)).
- Guthrie, R. Dale. The Nature of Prehistoric Art. Chicago: University of Chicago Press, 2006 (hardcover, ISBN 0-226-31126-0).
- McNeill, William H. "Secrets of the Cave Paintings", The New York Review of Books, Vol. 53, No. 16, October 19, 2006.
- Pike, A. W. G. (ngày 14 tháng 6 năm 2012). "U-Series Dating of Paleolithic Art in 11 Caves in Spain". Science. Quyển 336 số 6087. Hoffmann, D. L.; Garcia-Diez, M.; Pettitt, P. B.; Alcolea, J.; De Balbin, R.; Gonzalez-Sainz, C.; de las Heras, C.; Lasheras, J. A.; Montes, R.; Zilhao, J. tr. 1409–1413. doi:10.1126/science.1219957.